# Дани Себаљос
Данијел Себаљос Фернандез (шп. Daniel Ceballos Fernández; Утрера, 7. август 1996) шпански је фудбалер, који тренутно игра за Реал Мадрид и репрезентацију Шпаније на позицији везног играча.

## Трофеји

### Клупски
Бетис
- Друга лига Шпаније (1) : 2014/15.

Реал Мадрид
- Првенство Шпаније (2) : 2021/22, 2023/24.
- Куп Шпаније (1) : 2022/23.
- Суперкуп Шпаније (3) : 2017, 2021/22, 2023/24.
- Лига шампиона (3) : 2017/18, 2021/22, 2023/24.
- УЕФА суперкуп (2) : 2022, 2024.
- Светско клупско првенство (3) : 2017, 2018, 2022.

Арсенал
- ФА куп: 2019/20.

### Репрезентативни
Шпанија до 19
- Европско првенство до 19 (1) : 2015.

Шпанија до 21
- Европско првенство до 21 (1) : 2019.

### Индивидуални
- Европско првенство до 21 : играч турнира/у најбољем тиму 2017.